# Cherry Burton
Cherry Burton – wieś w Anglii, w hrabstwie East Riding of Yorkshire. Leży 18 km na północny zachód od miasta Hull i 263 km na północ od Londynu. W 2001 miejscowość liczyła 1473 mieszkańców.